# Jean de Villiers (rugby à XV)
Pour les articles homonymes, voir Jean de Villiers.

a Compétitions nationales et continentales officielles uniquement.

b Matchs officiels uniquement.
Dernière mise à jour le 27 janvier 2017.
Jean de Villiers, né le 24 février 1981 à Paarl en Afrique du Sud, est un joueur de rugby à XV international sud-africain, évoluant le plus souvent au poste de centre ou d'ailier. Réputé pour son dynamisme et sa puissance, il a formé avec Jaque Fourie l'une des meilleures paires de centres du monde.

## Biographie

### En club
Jean de Villiers débute avec la Western Province en Currie Cup en 2001 contre les Leopards puis dans le Super 14 avec les Stormers en 2005 contre les Sharks. Il est élu joueur de l'année 2008 à la fois par ses pairs et par les journalistes, une première depuis 2003 (c'est Ashwin Willemse qui avait été honoré de la sorte). Comme nombre d'internationaux springboks, il signe un contrat lucratif avec un club européen, s'engageant avec le Munster Rugby en 2009 pour jouer en Celtic League. À l'issue de cette saison, il retourne en Afrique du Sud pour retrouver les Stormers.

### En équipe nationale
Jean de Villiers honore sa première cape internationale en équipe d'Afrique du Sud le 9 novembre 2002 contre l'équipe de France, puis il participe ensuite à sa première coupe du monde en 2003 mais il est barré par Marius Joubert et De Wet Barry. Durant l'année 2005, il se distingue notamment contre l'équipe de France, inscrivant un essai lors de chacun des deux tests de juin, puis un autre lors du tri-nations contre la Nouvelle-Zélande dans l'antre du Newlands où il marque un essai de 60 mètres après une superbe interception. Retenu dans le squad sud-africain pour la Coupe du monde 2007, il est blessé dès le premier match contre l'équipe des Samoa et doit déclarer forfait pour le reste de la compétition. Il est remplacé sur le terrain par François Steyn et dans le squad, par Wayne Julies. Sans disputer un seul match en entier, Jean de Villiers devient champion du monde le 20 octobre 2007, lorsque les Springboks battent l'Angleterre en finale (15-6).
Sérieusement blessé au genou lors du test en novembre 2014 face au pays de Galles, blessure qui le prive de huit mois de compétition, il retrouve les Springboks à l'occasion de la dernière journée du Rugby Championship 2015, face aux Argentins. Lors de cette rencontre, perdue à Durban sur le score de 37 à 25, il se blesse à la mâchoire.
Sélectionné en tant que capitaine dans le groupe des 31 joueurs pour la coupe du monde 2015., il participe aux deux premières rencontres, tout d'abord lors de la défaite historique face au Japon sur le score de 32 à 34, puis lors de la victoire face aux Samoa sur le score de 46 à 6. De nouveau touché à la mâchoire, il déclare forfait pour le reste de la compétition.

## Palmarès

### En club
- Demi-finaliste du Super 15 en 2011 avec les Stormers.

### En équipe nationale
- Vainqueur de la Coupe du monde en 2007
- Vainqueur du Tri-Nations en 2004 et 2009

### Récompenses individuelles
- Joueur de l'année en Afrique du Sud en 2008[4]

## Statistiques en équipe nationale
Au 27 septembre 2015, Jean de Villiers compte 109 sélections sous le maillot des Springboks, dont 104 en tant que titulaire, inscrivant 27 essais, 135 points. Il obtient sa première sélection le 9 novembre 2002 contre l'équipe de France.
Il participe à huit éditions du Tri-nations, en 2004, 2005, 2006, 2007, 2008, 2009, 2010, 2011 et quatre du Rugby Championship, compétition qui lui succède, en 2012, 2013, 2014 et 2015. 
Il participe à trois éditions de la Coupe du monde en 2007 où il devient champion du monde et obtient une sélection face aux Samoa, en 2011 où il dispute trois rencontres, face au pays de Galles, les Samoa et l'Australie, et 2015, où il joue contre le Japon et les Samoa.
Il est capitaine des Springboks a 34 reprises, tenant pour la première fois ce rôle le 9 juin 2012 contre l'Angleterre.